# Peter Hauck
Peter Hauck (* 1957 in Ladenburg) ist ein deutscher Bildhauer, Maler und Zeichner.

## Leben
Hauck studierte von 1977 bis 1981 an der PH Freiburg Mathematik und Kunsterziehung unter Erwin Wortelkamp. Nach dem Referendariat schloss er 1983 das zweite Staatsexamen für die Realschule an der PH Ludwigsburg ab. Seit 1983 arbeitet er als freischaffender Künstler. Seit 1985 ist eine kontinuierliche Ausstellungstätigkeit nachzuweisen. Er ist vertreten in der Sammlung des Morat-Instituts für Kunst und Kunstwissenschaft in Freiburg/Breisgau.
Er lebt und arbeitet in Emmendingen.

## Arbeit
Haucks Thema ist Form und Farbe. Die aus dem Holz, hauptsächlich mit Axt, Beil, Kettensäge und Winkelschleifer gearbeiteten Skulpturen, sind im Zusammenhang zu sehen mit den in den 80er Jahren wieder aufkommenden sinnlich, "expressiven" Arbeiten eines Karl-Mannfred Rennertz, Georg Baselitz, Klaus Prior, Erwin Wortelkamp. Haucks Bildsprache entwickelte sich aus der Beobachtung seiner unmittelbaren Umgebung: aus Landschaftsformen, Bäumen, Sträuchern, Wegen, Reihungen von Pflanzungen, Lichtveränderungen, menschlichen Eingriffen in die Landschaft.
In den 80er Jahren haben sich die Skulpturen, die den sinnlichen Oberflächen der landschaftlichen Vorbilder parallel sind, in monochromer Farbgebung gegenüber der Landschaft behauptet. In den 90er Jahren kam es dann zu rhythmisierten Formen, was die Farbgebung erweiterte. Ab ca. 2000 experimentierte Hauck mit "freierer Malerei" auf den Skulpturen. Der abgeschlossene bildhauerische Prozess wurde konfrontiert mit malerischen Prozessen. Form und Farbe bildeten nicht unbedingt eine Einheit, Spannungen waren die Folge, Farbklänge wurden zum Thema. Meist wurden die Farben aus dem Dunklen schichtenweise, in dünnen Lasuren, entwickelt. Das führte zu den malerischen Flachreliefs auf MDF-Platten, deren Oberflächen farbschichtenweise mit einem Spachtel erzeugt werden.

## Ausstellungen

### Einzelausstellungen (Auswahl)
- 1985 Erstausstellung von Dieter Brunner[2]
- 1989 Galerie Regio von Friedrich W. Kost in March
- 1992 Museum im Ritterhaus von Dr. Martin Ruch in Offenburg[7]
- 1994 Galerie Regio von Friedrich W. Kost in March
- 1994 Georg-Scholz-Haus von Michael Wissing in Waldkirch
- 1995 Holzskulpturen – Städtische Museen Heilbronn von Dieter Brunner[8]
- 1996 Städtische Galerie Tuttlingen
- 1996 Morat-Institut für Kunst und Kunstwissenschaft von Franz Armin Morat in Freiburg
- 1997 Städtische Galerie Bruchsal
- 1997 Kunst im Friedrichsbau in Bühl
- 1997 Galerie Regio von Friedrich W. Kost in March[9]
- 1998 Künstlerwerkstatt Mehlwaage in Freiburg
- 1999 Galerie zur Alten Linde von Herbert Scheuermann in Villingen-Schwenningen
- 2000 Morat-Institut für Kunst und Wissenschaft in Freiburg
- 2001 Bildhauerei Zweidimensional – Collage, Relief, Zeichnung – Kabinett für zeitgenössische Bildhauerkunst – Skulpturen-Kabinett in Freiburg
- 2004 Skulptur und Reliefs – Galerie im Tor in Emmendingen[10]
- 2006 Skulpturen aus Holz – Steinhauermuseum Mühlbach
- 2012 Neue Arbeiten – Kunstverein Schallstadt
- 2016 Galerie Angela-Lenz von Angela Lenz in Falkau
- 2016 Holzwege – St. Barbara Kirche Mundingen in Emmendingen[11]

### Gruppenausstellungen (Auswahl)
- 1986 2. Bildhauersymposium mit Michael Deiml in Saig
- 1987 3. Bildhauersymposium mit Michael Deiml in Saig
- 1990 De Tout Bois, Trasses et Signets – Ausstellung und Symposium in Altkirch / Frankreich
- 1989 Galerie Haus Geiselhart mit Rainer Braxmaier und Gabi Streile in Reutlingen
- 1990 De Tout Bois, Trasses et Signets – Ausstellung und Symposium in Altkirch / Frankreich
- 1991 Hölzer, Stämme, Körper – Holzplastiken in Baden-Württemberg – Landeskunstwoche von Dieter Brunner in Reutlingen
- 1993 De la Nature du Paysage I von CRAC Alsace / Jean-Claude Altoé und Werner Schmidt in Altkirch / Frankreich[12]
- 1995 De la Nature de Paysage II in Offenburg
- 1996 De la Nature de Paysage III in Liestal / Schweiz
- 1997 RÜCKBLICK'97 – Bildhauer zeichnen – Künstlerwerkstatt Mehlwaage mit Walter Schelenz, Rudolf Wachter, Heinrich Koch, Klaus Hack in Freiburg[13]
- 1998 Künstlerbund Baden-Württemberg in Mannheim
- 1998 Inventaire, œuvres témoins et l'œil du cyclope, photographies de Guy Buchheit von CRAC Alsace / Jean-Claude Altoé in Altkirch / Frankreich[12]
- 1999 Skulpturen aus drei Ländern – Georg-Scholz-Haus in Waldkirch
- 1999 Otto-Galerie München mit Rainer Braxmaier[14]
- 2004 5 Räume – Georg-Scholz-Haus mit Unen Enkh, Gela Samsonidse in Waldkirch[15]
- 2005 Positionen zwischen Gegenständlichkeit und Abstraktion – Kunstverein Augsburg mit Artur Stoll, Kurt Kocherscheidt, Herbert Maier, Franz Bernhard[3]
- 2007 Kunstweg am Reichenbach in Gernsbach[16]
- 2007 Vernissage von Rainer Braxmaier und Peter Hauck – Technologie Park Offenburg[17]
- 2012 Kunst im Kreis – AuszeichnungenSteinhalle in Emmendingen[18]
- 2013 European Art Gallery von Angela Lenz in Badenweiler[19]
- 2015 Die Heimkehr der Herde – Schlössle von Hubert Burda mit Rainer Braxmaier, Martin Sander in Fessenbach[20]

## Auszeichnungen
- 1. Kunstpreis für Kleinplastik der Stadt Bühl, 1994